# Bordei Verde
Bordei Verde est une commune roumaine située dans le județ de Brăila.

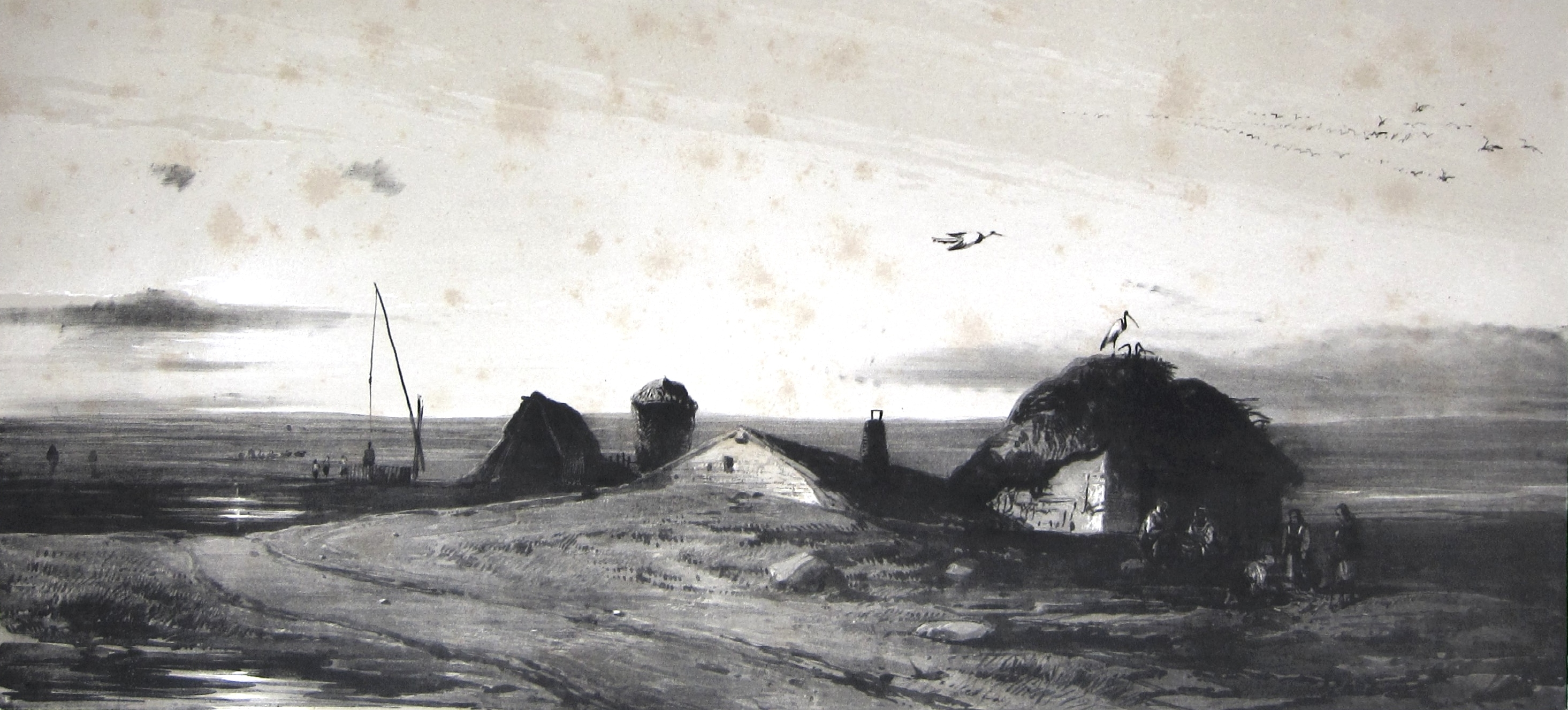
Par Michel Bouquet vers 1840.